# Crash Test (programma televisivo)
Crash Test (Crash Course NZ) è stato un programma televisivo neozelandese in onda dal 28 ottobre 2010, presentato dal pilota automobilistico Greg Murphy. In Italia è stato trasmesso a partire dal 27 maggio 2013 su DMAX.